# Alfred-Binet-Preis
Der Alfred-Binet-Preis ist eine Auszeichnung, die zur Ehrung hervorragender Arbeiten auf dem Gebiet der Psychologischen Diagnostik vergeben wird.
Psychodiagnostik ist ein „gemeinsamer Nenner“ berufspraktischer Tätigkeit von Psychologen, dazu gehört die sachgerechte Anwendung wissenschaftlich fundierter psychologischer Testverfahren. Der Notwendigkeit der Förderung von Qualität und Wissenschaftlichkeit wurde beispielsweise durch solche normativen Vorgaben wie DIN 33430 zur Eignungsdiagnostik Rechnung getragen (siehe dazu Qualitätssicherung in der Psychologischen Diagnostik).
Der Preis wird an Personen verliehen, die durch innovative Testentwicklung, computerbasierte Innovationen für psychologische Diagnostik, anwendungsorientierte Verbesserungen für die diagnostische Praxis, Verbesserung bestehender diagnostischer Methoden, neue Validierungsstrategien, Adaptionen bestehender Verfahren für bestimmte Zielgruppen oder die Bearbeitung ethischer Fragestellungen in der psychodiagnostischen Arbeit einen Beitrag zur Förderung der Qualität der Psychodiagnostik geleistet haben.
Alfred Binet (* 1857; † 1911) war ein französischer Psychologe, der als Begründer der Psychometrie gilt und den ersten anwendbaren Intelligenztest entworfen hat.
Der vom Hogrefe-Verlag gestiftete Preis wird alle zwei Jahre auf der Tagung der Fachgruppe für Differentielle Psychologie, Persönlichkeitspsychologie und Psychologische Diagnostik der Deutschen Gesellschaft für Psychologie (DGPs) verliehen. Über die Vergabe des mit 2.500 € dotierten Preises, entscheidet das Diagnostik- und Testkuratorium (DTK) der Föderation Deutscher Psychologenvereinigungen gemeinsam mit der Fachgruppe für Differentielle Psychologie, Persönlichkeitspsychologie und Psychologische Diagnostik der Deutschen Gesellschaft für Psychologie.

## Preisträger
- Jürgen Guthke (2001)
- Lutz F. Hornke (2003)
- Klaus Willmes-von Hinkeldey (2005)
- Klaus Kubinger (2007)
- Manfred Schmitt (2009)
- André Beauducel (2011)
- Rüdiger Hossiep (2013)
- Lothar Schmidt-Atzert (2015)
- Karl Schweizer (2017)
- Renate Volbert (2019)
- Tuulia Ortner (2021)
- Beatrice Rammstedt (2023)[2]